# Storbäcktjärnarna (Särna socken, Dalarna, 683636-131839)
Storbäcktjärnarna är en sjö i Älvdalens kommun i Dalarna och ingår i Dalälvens huvudavrinningsområde. Sjön har en area på 0,0909 kvadratkilometer och ligger 933,1 meter över havet.

## Delavrinningsområde
Storbäcktjärnarna ingår i det delavrinningsområde (683538-131652) som SMHI kallar för Namn saknas. Medelhöjden är 889 meter över havet och ytan är 40,69 kvadratkilometer. Räknas de 7 avrinningsområdena uppströms in blir den ackumulerade arean 64,28 kvadratkilometer. Drevja (Drevjan) som avvattnar avrinningsområdet har biflödesordning 3, vilket innebär att vattnet flödar genom totalt 3 vattendrag innan det når havet efter 546 kilometer. Avrinningsområdet består mestadels av skog (69 procent) och kalfjäll (28 procent). Avrinningsområdet har 0,34 kvadratkilometer vattenytor vilket ger det en sjöprocent på 0,8 procent.